# VRBD agar
Il VRBD agar (Violet Red Bile Dextrose agar, oppure VRBA - Violet Red Bile Agar) è un terreno di coltura utilizzato per le colture batteriche in piastra di Petri.
Il VRBD agar permette la crescita dei batteri Gram-negativi ma non quella dei Gram positivi, risultando particolarmente selettivo per gli enterobatteri.
Il violetto presente nel terreno con i sali biliari funge da agente selettivo, mentre il rosso neutro è un colorante utilizzato come indicatore di pH. Le colonie batteriche crescono di diversi colori (rosse, viola, rosa e incolori). L'escherichia coli cresce con colonie viola caratterizzate da un alone di precipitazione intorno.